# 40-й окремий артилерійський дивізіон (СРСР)
40-й окремий артилерійський дивізіон особливої потужності — радянський артилерійський підрозділ за часів Другої Світової війни.
Сформований в кінці жовтня 1941 року в селі Сігаєво Сарапульського району Удмуртії. В кінці липня 1944 року дивізіон вибув на Карельський перешийок в складі 21-ї армії. Брав участь в прориві укріплених смуг на Карельському перешийку, в бойових маршах при наступі військ Першого Українського фронту, в боях по розширенню Одерського плацдарму, в осаді та штурмі оточеного німецького гарнізону в місті Бреслау. В перших числах травня 1945 року зарахований в склад Ленінградського фронту.
За доблесть та мужність нагороджений орденом Олександра Невського.